# Ернст-Еберхард Хел
Ернст-Еберхард Хел (на немски: Ernst-Eberhard Hell) (1887 – 1973) е немски генерал, който командва няколко дивизии и по-късно е повишен до чин корпусен командир през Втората световна война. Той също както мнозина други офицери е награден с Рицарски кръст и дъбови листа. Рицарския кръст заедно с дъбовите листа са награда за неговата смелост и издръжливост на фронтовата линия и за успешното му командване на различни части.

## Награди
- Железен кръст – (1914 г.)
  - II степен (11 септември 1914 г.)
  - I степен (14 август 1916 г.)
- Кръст на честта – (1934 г.)
- Железен кръст – (1939 г.)
  - II степен (12 май 1940 г.)
  - I степен (17 май 1940 г.)
- Германски кръст – златен (14 юни 1942 г.)
- Рицарски кръст с дъбови листа
  - Ностиел на Рицарски кръст (1 февруари 1943 г.) като Генерал от артилерията и командир на VII. Армейски корпус[1]
  - Ностиел на дъбови листа №400 (4 юни 1944 г.) като Генерал от артилерията и командир на VII. Армейски корпус[2]
- Споменат в доклада на „Вермахтберихт“ (12 март 1944 г.)